# Kik Messenger
Kik Messenger는 모바일 장치를 이용한 인스턴트 메신저이다. 2010년 10월 19일 킥 인터렉티브에 의해서 서비스가 시작되었다. 윈도우 폰 7, 심비안 OS, 블랙베리 OS, 안드로이드, iOS에서 지원하고 있으며, 원래는 영어 버전이나 한국어도 지원한다.